# Église Saint-Martin de Volonne
L’église Saint-Martin de Volonne est une église romane en ruines située à l'entrée du cimetière de Volonne dans le département français des Alpes-de-Haute-Provence en région Provence-Alpes-Côte d'Azur.

## Historique
L’église Saint-Martin date de la seconde moitié du XIe siècle.
Elle fait l'objet d'un classement au titre des monuments historiques depuis le 20 octobre 1971 ainsi que d'une  restauration importante par les soins de l'État, du département et de la communauté de communes de la Moyenne-Durance.

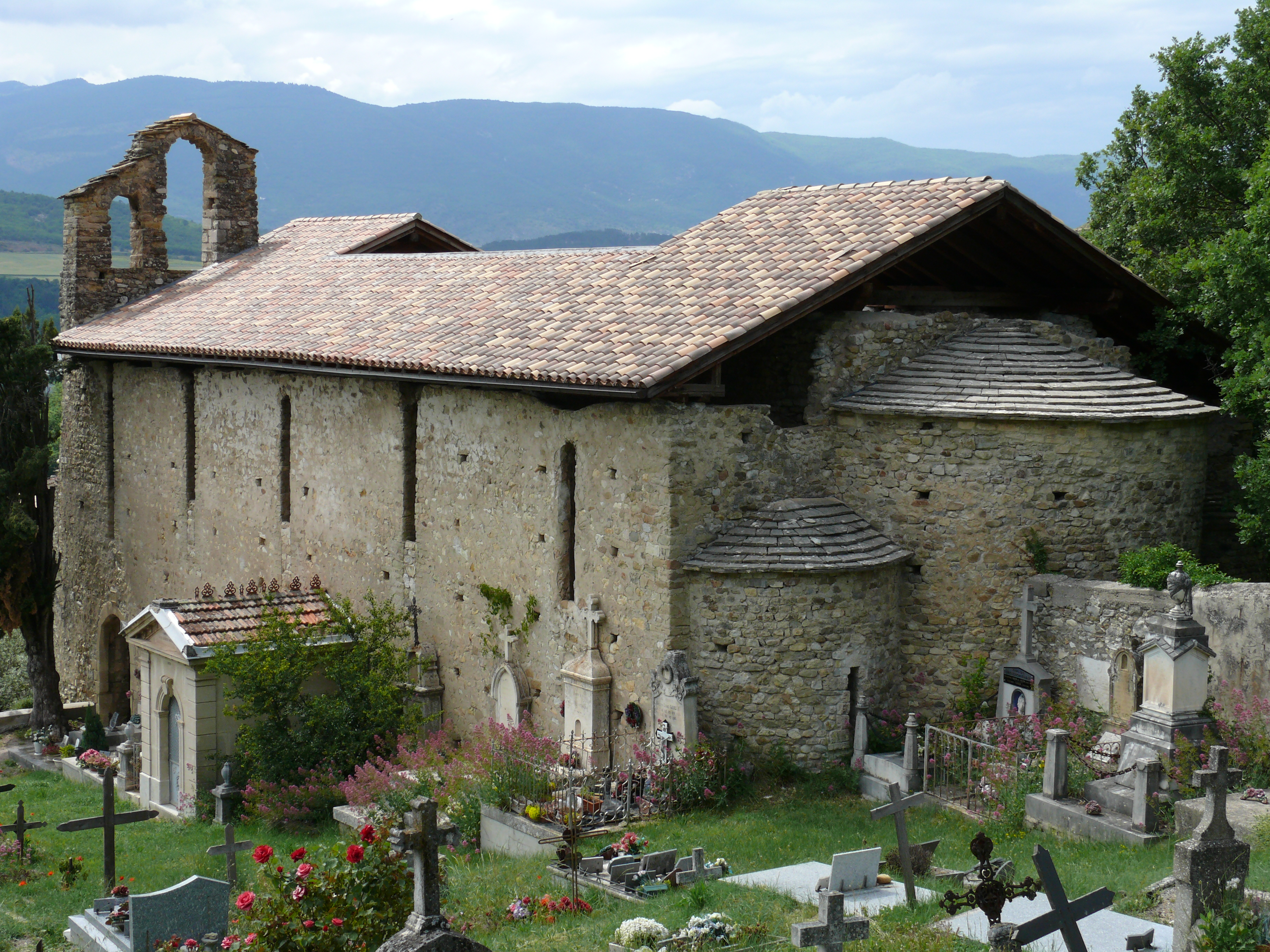
La façade méridionale et le chevet.

## Architecture extérieure
La façade occidentale, soutenue par trois contreforts très profonds, est percée de deux oculi et de deux fenêtres géminées séparées par une colonnette monolithe blanche surmontée d'un chapiteau orné de palmettes. Ces deux fenêtres sont réunies par un arc de décharge.
Elle est surmontée d'un clocheton percé de deux baies campanaires.
Cette façade est édifiée en moellons et galets, l'utilisation de la pierre de taille se limitant à l'encadrement et aux claveaux des fenêtres géminées, à une partie des maçonneries du clocheton et aux chaînages d'angle de l'angle sud de la façade. 
La maçonnerie est percée de nombreux trous de boulin (trous destinés à ancrer les échafaudages).
La façade méridionale est percée d'un portail cintré et de cinq fenêtres hautes et très étroites.
Le chevet est constitué d'une abside et d'absidioles semi-circulaires édifiées en moellon et couvertes de tuiles plates, sans décoration.

## Architecture intérieure
L'intérieur, en ruines, est privé de son pavement et de sa couverture d'origine : l'édifice était en effet couvert d'une charpente qui a brûlé à plusieurs reprises. Une couverture partielle a été reconstituée au-dessus de la travée de chœur et des collatéraux.
L'édifice présente un plan basilical. La nef est séparée des collatéraux par des colonnes à base torique surmontées de chapiteaux carrés non décorés. 
L'abside, surélevée par rapport à la nef et séparée de celle-ci par un arc triomphal double, est voûtée en cul-de-four et éclairée par une fenêtre axiale à simple ébrasement sans ornements.

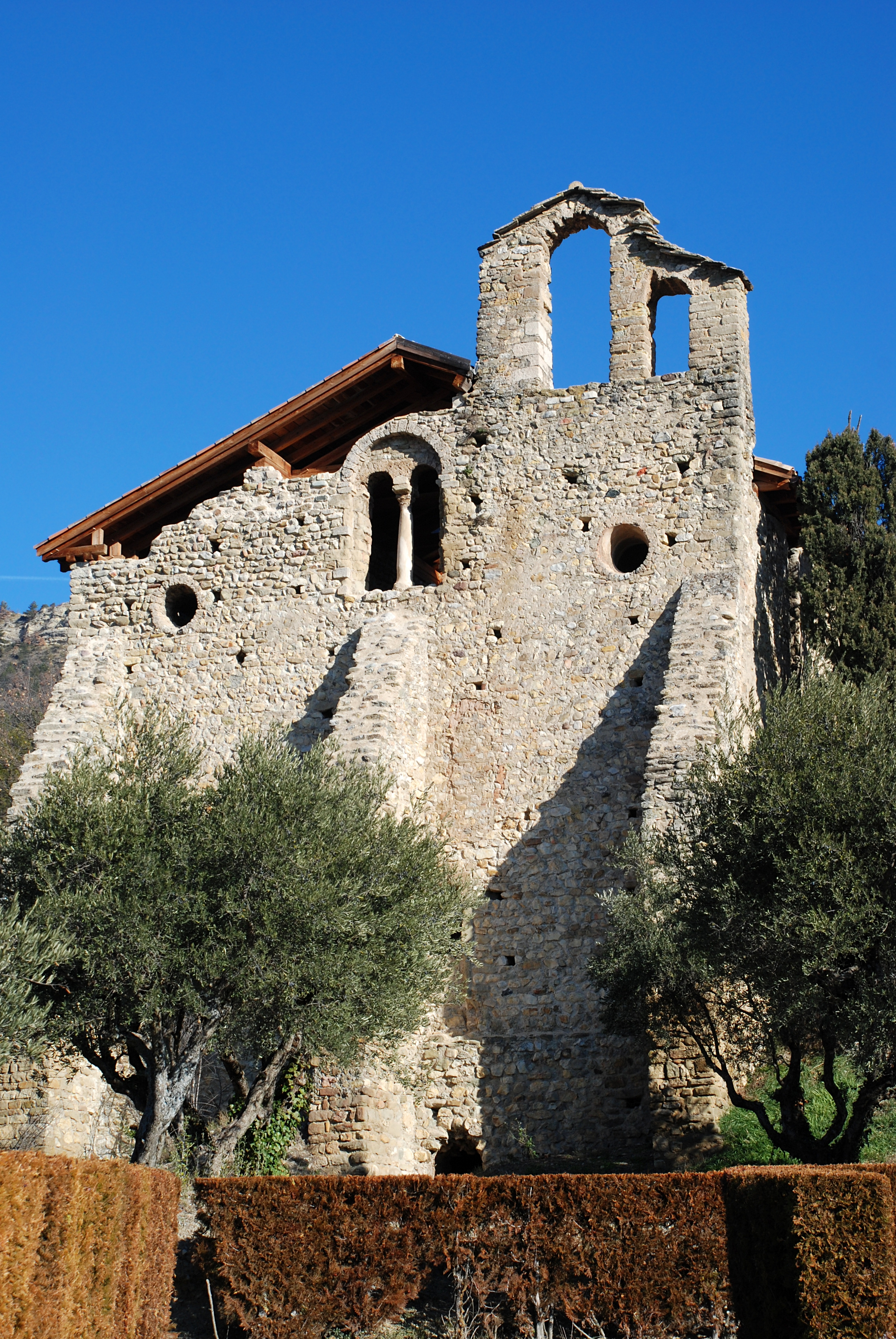
Façade occidentale.
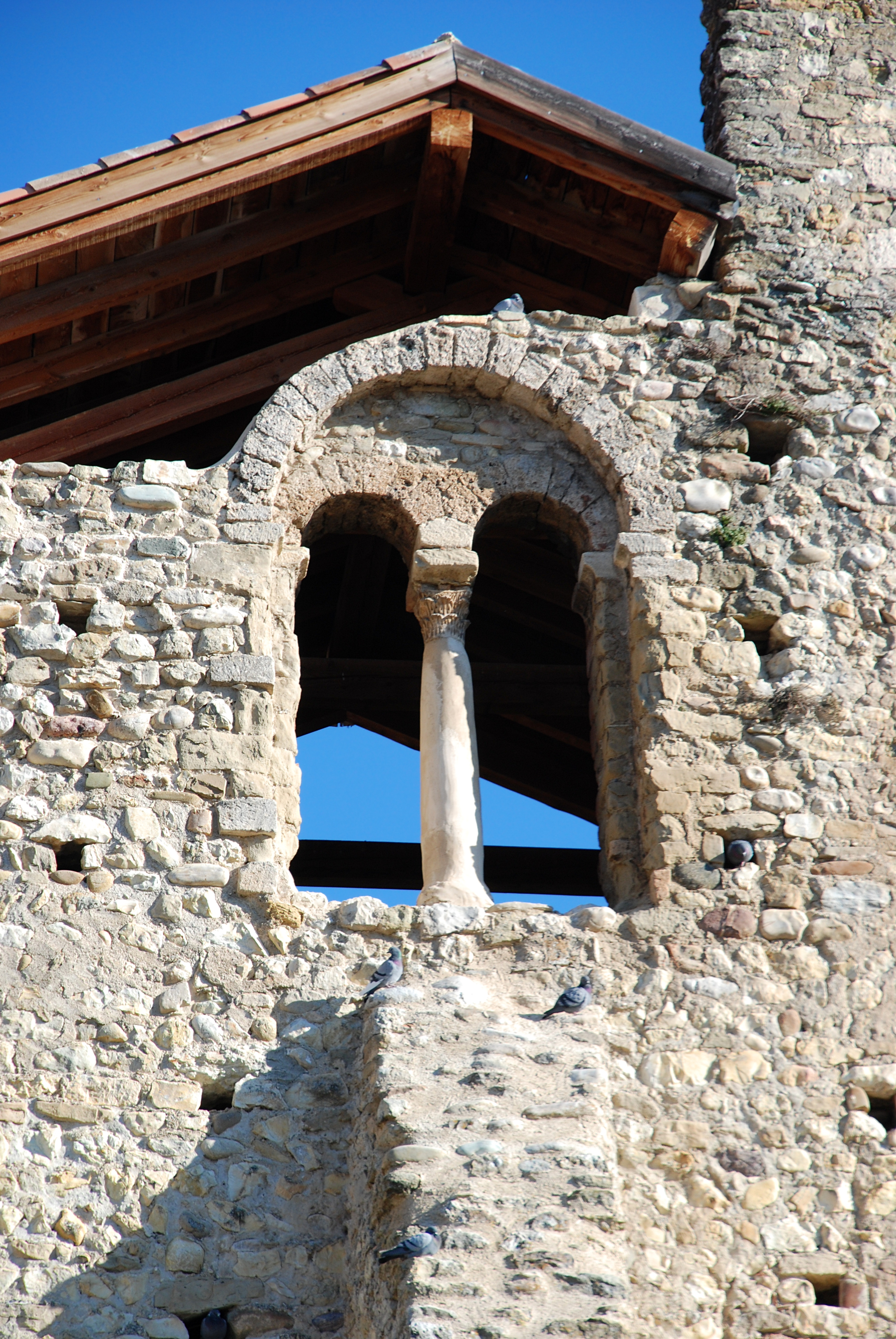
Fenêtres géminées.